# Olof Tegström
Olof Tegström (Sollefteå, 13 marzo 1931 – Umeå, 9 maggio 2009) è stato un inventore svedese.

## Biografia
Fu l'inventore dell'ABS, il sistema automobilistico che previene il totale bloccaggio delle ruote in frenata, purtroppo lui ne perse i diritti e tutto il congegno, e il seguente ricavato economico, andò alla tedesca Bosch, che successivamente lo cedette alla Mercedes Benz.
Progettò, fra l'altro, un'abitazione completamente indipendente e 100% ecologica che si alimentava con l'energia del vento e dell'acqua, sfruttando l'elettrolisi. Inventò una automobile, anch'essa completamente ecologica, che avrebbe risolto i problemi dell'inquinamento automobilistico, in quanto andava ad acqua, e con un processo di elettrolisi che separava idrogeno dall'ossigeno e lo iniettava nei cilindri facendo poi avvenire lo scoppio.